# 凶銃・戻り道はない
『凶銃・戻り道はない』（きょうじゅう もどりみちはない）は、村橋明郎監督、佐伯大輔主演のバイオレンス・アクションものVシネマ作品。1997年発売。

## 概要
原作は大藪春彦のバイオレンス・アクション小説『戻り道はない（続・凶銃ルーガーP08）』である（エンドロールには角川書店刊とある）。
この原作小説は、ルガーP08という拳銃によって生きざまを翻弄される人々を描いた短編の一つで、副題の通り『凶銃ルガーP08』の続編として執筆された物語である。
しかし、この映画は1994年に制作された阿部寛主演の『凶銃ルガーP08』の正式な続編というわけではない。また、劇中のクレジットには「原作、凶銃ルガーP08、中第1話、戻り道はない」と記されているが、登場人物の役名やキャラクター設定などの多少の共通点を除いて、映画独自のオリジナル･ストーリーである。

## あらすじ
荒ぶる22歳の若者･中根裕司は、底辺の生活に不満をつのらせながらバーテンダーをしていた。ある日拳銃ルガーP08を手にいれた彼は、満たされない欲望と野心を達成するためヤクザ相手にかけ引きを思いつく……。

## ストーリー
我意の強い若者・中根裕司は、キャバレーでバーテンとして働いている。しかし、底辺の生活から成り上がりたいという野心に満ちていた。店へ尾崎組の幹部たちが遊びにくるが、ヤクザに対しても強気な態度で接していた裕司は、同席していた藤村から手酷く威嚇されてしまう。藤村は尾崎組の組長が雇ったヒットマンだった。
ある日、夜道で殺人を目撃した裕司は、犯人の経営している「経済研究所」へ乗り込み、自分を舎弟にしてくれと頼み込む。しかし、私怨の復讐を遂げようとその場へ訪ねてきた幸子によって、裕司の目前で犯人は射殺された。復讐をとげた幸子の精神状態は常軌を逸したままに激しく欲情し、憑かれたように裕司へ身体を開くが、彼の関心は幸子が手にしている「ルガーP08」へ向いている。彼女は自分を射殺してくれるならばルガーP08を譲ると約束し、条件どおりに裕司は拳銃を手に入れた。
拳銃を手に入れ、ますます強気になった裕司は雀荘へ脚を向けると、尾崎組長を半ば脅迫しつつ組へ取り入ろうとした。組長はやむなく、敵対する暴力団の組員を殺害するなら…という条件で彼を試すことにしたが、裕司は顔色ひとつ変えずに殺人をやってのけ、現場に残された末端価格5億円のコカインをくすねる。度胸に惚れ込んだ代田は裕司の舎弟となり、後を付きまとうようになるが、自分が裕司よりも年上だと判ると困惑の表情を浮かべた。
次に組長から依頼された裕司の標的・五味雅之は、尾崎と敵対する稲村組組長・佐川の義兄弟である。目論みは「身内同士の抗争」を仕組み、内部から稲村組を分裂させるものだったが、慎重に進めるべき殺人計画を、短気な裕司は強引な銃撃戦へ持ちこんで勝利する。車中で裕司とともに作戦成功を喜ぶ代田は、目の当たりにしたとたん一瞬でルガーP08に魅了された。代田にねだられた裕司は彼にルガーを握らせるが、その瞬間、舎弟の表情は裏切り者へ変わった。車中には銃声が鳴り響き、冷たくなった裕司がベンツから引きずり出される。

## キャスト
- 中根裕司：佐伯大輔
- 舎弟・代田：大久保貴光
- 尾崎組・組長：大杉漣
- 殺し屋・藤村：山田辰夫
- 経済研究所の男：鶴見辰吾（特別出演）
- 幸子：横須賀蓉美
- あけみ：前田つばさ
- 五味雅之：清水宏

その他
- 大村波彦
- 井上博一
- 矢部享裕
- 新納敏正
- 掛田誠
- 大山剛
- 高橋俊司
- 坂井康司

## スタッフ
- 監督・脚本：村橋明郎
- 製作総指揮：須崎一夫
- プロデューサー：石田幸一、長田俊雄、野津俊平
- 撮影：富田伸二
- 照明：隅田浩行
- 美術：藤原慎二
- 衣装：湯浅昌美
- 録音：坂上賢治
- 編集：菅野善雄
- 音楽：アトリエシーラ
- 助監督：猪腰弘之